# Lobelia zelayensis
Lobelia zelayensis är en klockväxtart som beskrevs av Robert Lynch Wilbur. Lobelia zelayensis ingår i släktet lobelior, och familjen klockväxter.
Artens utbredningsområde är Nicaragua. Inga underarter finns listade i Catalogue of Life.